# 波爾科二世 (津比采)
波爾科二世（波蘭語：Bolko II ziębicki，1300年2月1日—1341年6月11日），津比采公爵，波爾科一世之子，1301年至1341年在位。

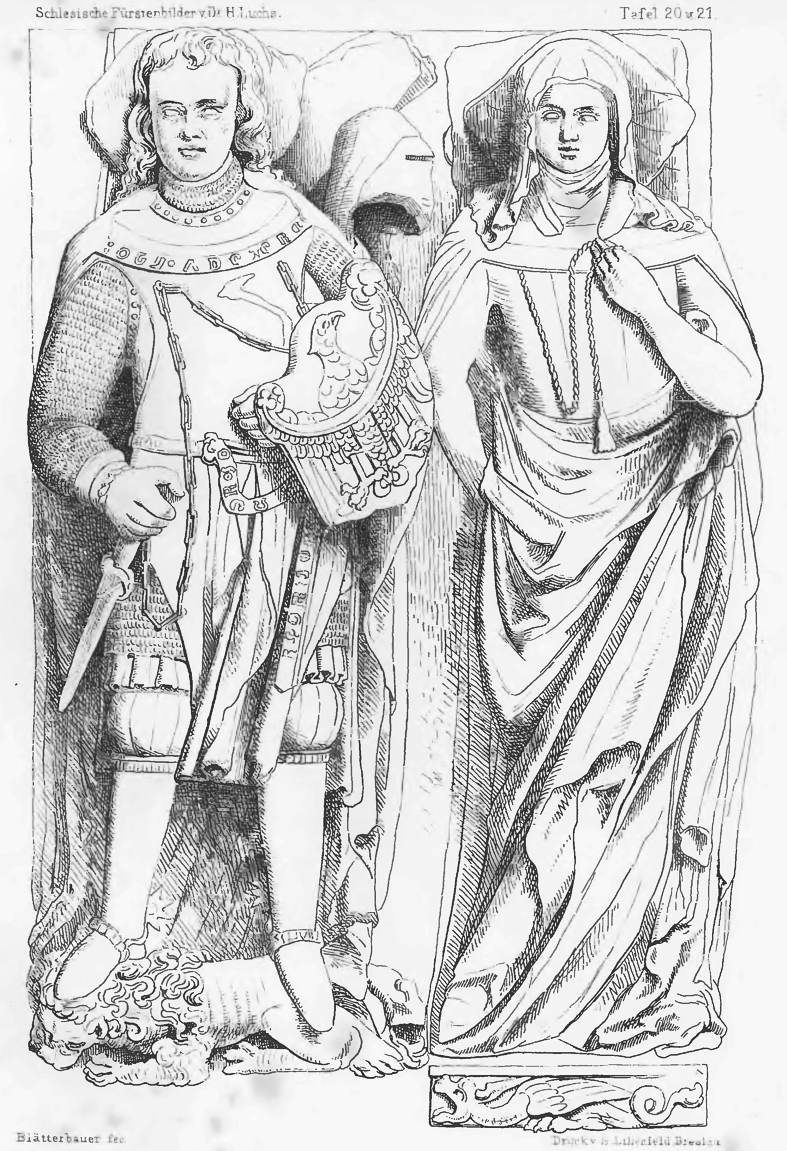
波爾科二世（左）

## 家庭
1321年，波爾科二世與薩伏依的邦妮（Bonne）/古塔（Guta）/茱蒂絲（Judith）結婚，兩人共有1子1女：
1. 米科瓦伊
2. 瑪格麗塔